# きらきらキララ☆彡
『きらきらキララ☆彡』は、2008年に発売されたうちやえゆかのシングル。

## 概要
- テレビアニメ『おねがい♪マイメロディ きららっ★』のオープニングテーマ。
- カップリングの『星空ハヤトチリ』は同番組のエンディングテーマとして第1話から第26話まで使用された。

## 収録曲
1. きらきらキララ☆彡
  - 作詞：伊福部崇、作曲・編曲：杉浦"ラフィン"誠一郎、歌：うちやえゆか
  - テレビアニメ『おねがい♪マイメロディ きららっ★』オープニングテーマ
2. 星空ハヤトチリ
  - 作詞：伊福部崇、作曲・編曲：杉浦"ラフィン"誠一郎、歌：うちやえゆか
  - テレビアニメ『おねがい♪マイメロディ きららっ★』エンディングテーマ
3. きらきらキララ☆彡（off VOCAL）
4. 星空ハヤトチリ（off VOCAL）